# 田近陽一郎
田近 陽一郎（たぢか よういちろう、天保7年11月3日（1836年12月10日） - 1901年（明治34年）2月28日）は幕末・明治時代の国学者。名は長陽（ながはる）。豊後岡藩士。平田鉄胤門下。西寒多神社宮司、皇典講究所大分分所長、大分県立竹田中学校教授。神代文字の研究で知られる。

## 生涯

### 生い立ち
天保7年（1836年）11月3日豊後国竹田殿町に岡藩士田近儀左衛門の四男として生まれた。兄3人が早逝し、嫡子となった。12歳頃由学館に入学して漢学を学び、四書五経、『春秋左氏伝』、『史記』等を耽読した。水島安親宅で『国史略』輪講を聞き、初めて国学に触れた。18歳で父に従い江戸に出たが、定まった職務はなく、『太平記』を読んで勤王意識に芽生えた。
20歳頃から病気がちとなり、母の命で小野壬子・加藤長家の祈祷を受け、神仏への信仰心を抱いた。密教僧自琢の下で受戒し、本地垂迹説を学んで愛染明王を崇敬した。同じ頃竹田に来訪した延岡慈眼寺僧胤康に兵学を学んだ。また、吉田肇・桂左仲・田近周之助等と親交した。
平田篤胤著『出定笑語』を読んで仏教に疑問を抱くと、加藤長家に同著『霊能真柱』を勧められ、日野資計に借覧を求めたが、先に六国史を読むよう指示された。万延元年（1860年）冬広瀬重武に『霊能真柱』を借り得て神国思想に感化され、気吹舎2世平田鉄胤に入門した。

### 幕末の活動
寝取られたとて、若いお客が後にある
（コラコラ）
あんころ餅や、うまいもんじゃ
焼餅や、うるさいものじゃ
癪持ちや、つらいもんじゃ
石持ちや、重いもんじゃ
主人持ちや、しんきなものじゃ
（コリャコリャコリャ）
文久初年、岡藩は勤王派と佐幕派に分裂した。薩摩藩是枝柳右衛門・田中河内介等が竹田を訪れて島津久光の率兵上京計画を告げると、文久2年（1862年）2月眼病の治療を口実として田部竜作と合流しようとしたが、佐幕派に阻止された。しかし、3月小河一敏により薩摩藩の情勢が伝えられると、父儀左衛門の後押しにより、18日小河等と7名で出発し、福岡藩平野国臣と合流、赤間関白石正一郎宅で西郷隆盛・村田新八・森山新蔵に面会した。大坂に到着すると、岡藩には脱藩と扱われたため蔵屋敷に入れず、越中橋の薩摩藩蔵屋敷に身を寄せた。
4月23日田中河内介等が関白九条尚忠襲撃等を企てて上京すると、逸る岡藩士を宥めて不参加を主張し、右の戯謡を歌ったという。24日議論がまとまらないまま伏見宿に着くと、決起グループは寺田屋騒動により鎮圧されており、そのまま伏見の薩摩藩邸に滞在した。この時岡藩主中川久昭が江戸から帰藩途中だったため、事件の詳細を報告するため、26日麻疹を押して田部竜作と四日市宿に赴いたが、桑名宿、富田宿と盥回しにされ、用人上伊織に報告した後、伏見に戻り療養した。7月24日京都の薩摩藩邸に移った。
閏8月21日朝廷から叡感状を賜り、23日帰郷した。9月13日父の家督を相続し、慣例では近習物頭のところ、4等下の高身役に任じられた。12月3日藩命により上京し、藩主に近侍して公家諸邸を歴訪し、文久3年（1863年）2月25日帰郷し、3月18日近習物頭となった。7月中軍散兵頭となり、26日朔平門外の変に応じて上京を命じられたが、自身と父の病により参加できなかった。同年藩に国学開講を建白したが、却下された。
慶応元年（1865年）11月側筒足軽一組小頭11人を預かった。慶応2年（1866年）10月15日京都警護のため組員を連れて上京したが、11月26日病気が再発したため、慶応3年（1867年）1月20日帰郷し、組支配を免じられ、4月3日まで遠慮謹慎した。

### 明治時代
明治元年（1868年）10月国学開講に伴い御用掛を務め、明治2年（1869年）5月司業に就任したが、明治4年（1871年）1月24日病気により辞職した。
1873年（明治6年）若狭国若狭彦神社権宮司兼少講義、同年豊後国西寒多神社宮司兼権大講義となった。1874年（明治7年）10月1日西新町江雲寺に大分県仮中教院が設立され、院長に就任した。1876年（明治9年）5月竹田愛宕神社祠官に転じ、1881年（明治14年）大講義に進んだ。
士族授産のため自ら養蚕を試み、1881年（明治14年）小野惟一郎から蚕種「白竜」を貰い受けて養育し、11月大分県繭糸共進会に出品したほか、竹製の蚕座（バラ）や揚返器を考案した。
1888年（明治21年）神職を辞して断髪し、8月皇典講究所大分分所長となった。1897年（明治30年）大分県尋常中学校国語科教授を嘱託され、4月竹田中学校創立に当たり教授となった。1900年（明治33年）10月重病により中学校を辞職し、1901年（明治34年）2月28日朝、3月1日または4月7日死去した。

## 死後
遺体は生前の希望により主治医黒川文哲へ献体され、摘出された摂護腺癌が大分病院に保存された。1916年（大正5年）12月28日贈従五位。当初下木西光寺北方丘腹に葬られたが、五右衛門谷（ごよむだに）奥揚り屋敷に改葬され、芝原に「贈従五位田近陽一郎之墓」が建てられた。
現在大分県立竹田高等学校玄関には元生徒朝倉文夫が陽一郎をモデルに製作した「文武の像」が設置されている。

## 著書
- 『詞之緒』 - 明治3年（1870年）著、1885年（明治18年）夏増補、1925年（大正14年）4月養孫田近十三刊。仮名の起源、仮名遣い、語釈を説く[32]。
- 『速吸名門異考』 - 明治5年（1872年）成立。師平田篤胤『古史伝』が西田直養『速吸門考』に基づき速吸門を関門海峡早鞆ノ瀬戸に比定したのに対し、早吸日女神社の存在を根拠に豊予海峡佐賀関に比定する。1881年（明治14年）5月同神社関真竜により「古史伝六附録」として公刊された[33]。
- 『家譜私註摘要』[11]
- 『豊州戦記』[31]
- 『高千穂古文字伝』 - 1876年（明治9年）成立。豊国文字の研究書。
- 『田近陽一郎家集』 - 1984年（昭和59年）山住久編[34]。

## 人物
起居動作を重んじ、道を歩く時は懐手せず、角は必ず迂回して曲がった。履き物には自ら歯同士の距離を狭め、やや前部に寄せた高下駄を使用した。祈祷の際は数日前から物忌を始め、行事中は化石のように身を動かさなかった。外出する際には必ず家人に行き先を告げ、予定が変わった場合はわざわざ帰宅してその旨報告した。
健康意識が高く、1874年（明治7年）頃から滋養のため牛肉・鶏肉を摂り始めた。食べ物は糊のようになるまで噛みしだき、固いものが舌に当たると全て吐き出し、口を漱いでから食事に戻った。死ぬまで下顎2箇所に乳歯が永久歯と前後して生え残っていた。
動植物の採集を趣味とし、山野で採集した昆虫標本が竹田中学校に所蔵された。1874年（明治7年）頃囚人を雇って屋敷に芝地を造成し、ネジ梅・美女桜・アカシヤ等を植樹した。1877年（明治10年）西南戦争の茶屋の辻の戦い後居宅を建て替えた際、残りの敷地に果樹を植えた。また、庭前では桑を栽培した。
刀剣鑑定にも長じ、三条宗近・長光・国資・天国等を所蔵した。
語釈に通じ、竹田中学校長が『言海』を購入しようとすると、自分には不要として却下した。「君」という語はイザナギの「キ」とイザナミの「ミ」に由来すると唱え、若者が軽々しく用いることを戒めた。

## 家族
- 父：田近儀左衛門（長吉）[3]
- 母 - 中川左京嫡女[3]。
- 兄3人 – 早逝[3]。
- 妻：野殿氏[3]
- 長男 – 早逝[3]。
- 次男：田近竹邨（岩彦） - 南画家[37]。
- 長女：田近琴子[3] – 学校に勤めた[36]。赤座忠夫に嫁ぐも離別した[41]。竹田婦人会長[41]。
- 三男：中川重雄 – 中川涛太郎養子[41]。竹田町長[41]。
- 次女：高橋晴子 – 玉来町高橋信夫妻[41]。